# Partij Van Communicatie
Partij Van Communicatie (PVC) is een politieke partij in Suriname.
De partij werd rond september 2024 opgericht door Francois Abionie als Partij van de Vrouwen Communicatie. "Vrouwen zijn goed in het draaien van de huishouding dus waarom zouden ze dat op staatsniveau niet kunnen doen," zo de oprichter. Het woord "Vrouwen" in de naam werd gaandeweg weggelaten om te voorkomen dat de partij beschuldigd zou worden van discriminatie. Het idee voor de oprichting van een vrouwenpartij stamt uit 2012.
De partij doet mee aan de verkiezingen van 2025 en heeft 51 vrouwen op de kandidatenlijst geplaatst. De kandidaten komen uit het hele land en de lijsttrekker is Elta Misiedjan. De lijst werd op 21 maart 2025 vastgesteld tijdens het congres van de partij. Abionie is zelf een man.
De partij heeft tijdens de verkiezingen van 2025 een kandidatenlijst met 51 namen waarmee ze het doel stelt om drie zetels te behalen. Deze verkiezingen zijn voor het eerst sinds de wijziging van het kiesrecht in Suriname en gaat uit van landelijke evenredigheid in plaats van het districtenstelsel.